# Airbus A340
Airbus A340 (фр.: [ɛʁbys] ( прослухати), укр. Ерб́юс, англ.: [ˈɛərbʌs] — укр. Ейрб́ас) — далекомагістральний чотиримоторний турбореактивний широкофюзеляжний пасажирський літак, розроблений Airbus. В цілому він схожий з А330. Аеробус А340-600 був найдовшим у світі пасажирським літаком з довжиною фюзеляжу 75,36 м до випуску подовженої версії Боїнга 747-8 — 76,4 м. Станом на травень 2006 було замовлено 389 та поставлено 319 літаків.
Літак вміщує 375 пасажирів у стандартному варіанті та 440 у подовженій модифікації A340-600. Залежно від моделі, дальність польоту становить від 6 700 до 9 000 морських миль (12 400 і 17 000 км відповідно).

## Історія

### Розробка

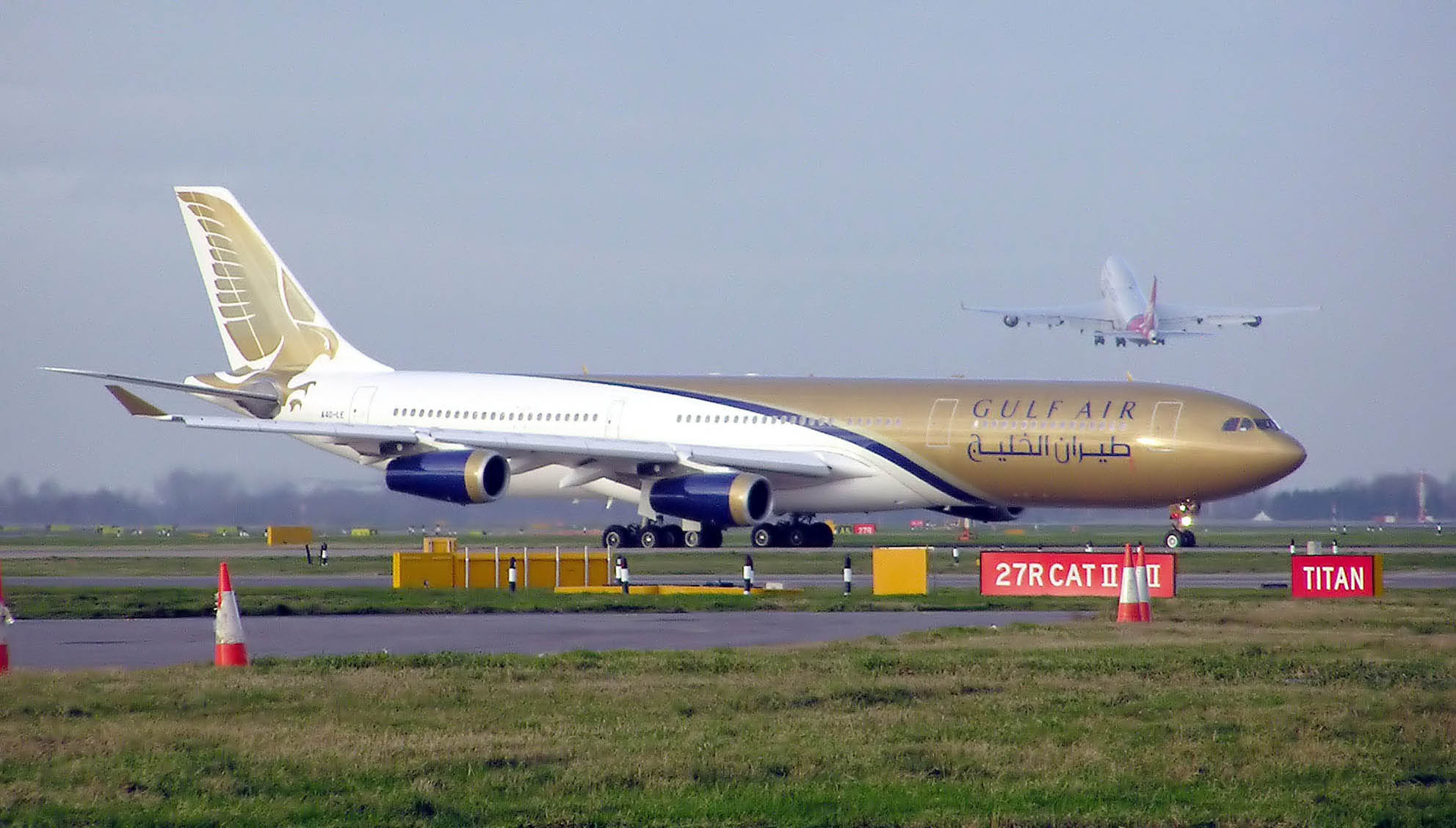
Airbus А340-300 авіакомпанії Gulf Air

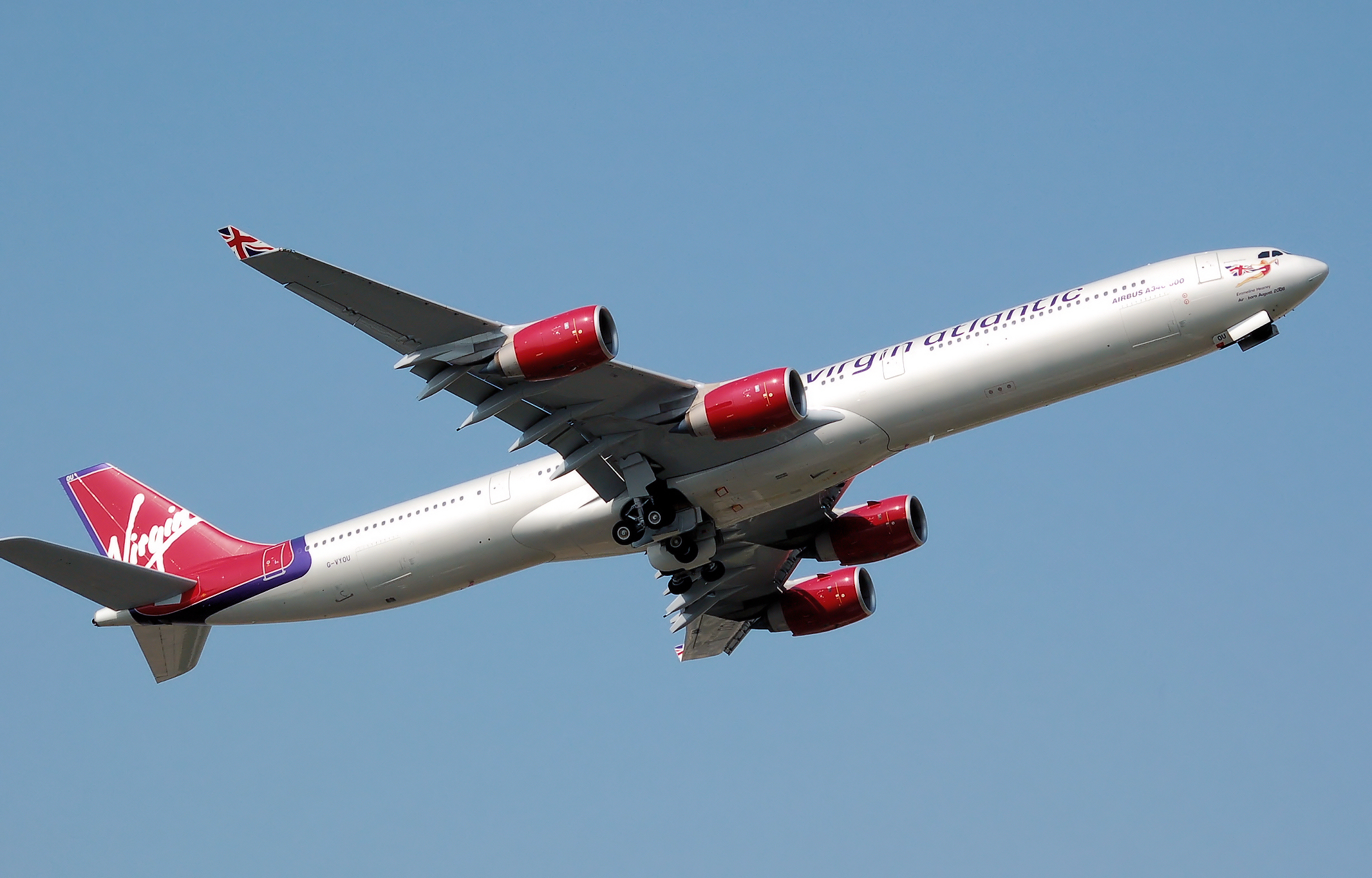
Airbus А340-500 авіакомпанії Virgin Atlantic

Проєкт літака А340 (спочатку ТА11 (ТА — twin aisle — «широкофюзеляжний»))був вперше представлений публіці в 1981 році в листопадовому виданні журналу Air International. У номері вказувалися і імовірні характеристики майбутнього літака.
Програма розробки А340 була запущена в червні 1987 року. Мета — створити далекомагістрального «родича» для близькомагістрального А320 і середньомагістрального А300. В той же час, двомоторні літаки Аеробуса програвали чотиримоторниму Боїнгу 747 за нормами ETOPS: двомоторні літаки протягом рейсу завжди повинні знаходитися на мінімальній відстані від можливого аварійного аеродрому на випадок відмови одного з двигунів. У цьому відношенні А340 був у сімействі Аеробусів принципово новим літаком, створеним спеціально для міжконтинентальних перельотів.
У червні 1995 року під час чергової міжнародної авіакосмічної виставки в Парижі консорціум Airbus повідомив про плани розробки нової модифікації літака А340-200, здатної здійснювати безпосадочні польоти на маршрутах протяжністю понад 14 000 км. Під час розробки літака А340 консорціум спочатку проєктував варіант з дальністю польоту 12 400 км, який за розмірами був ідентичний А330-300. Але аналіз перспектив розвитку світового ринку показав, що очікується підвищений попит на широкофюзеляжні літаки з дальністю польоту до 14 000 км. У зв'язку з цим Airbus розпочав створювати модифікацію А340-200, яка відрізнялася зменшеною на 4,26 м довжиною фюзеляжу. Пасажировмісність літака скоротилася, але дальність польоту вдалося збільшити до 13 800 км.

### Випробування та початок виробництва
Льотні випробування пробного А340-300 почалися 25 жовтня 1991 року, а А340-200 — в квітні 1992 року. Сертифікація обох варіантів за європейськими нормами JAA завершилася наприкінці грудня 1992 року, а в травні 1993 року вони отримали сертифікат FAA. Наприкінці лютого 1993 р. перший літак А340-300 одержала авіакомпанія Air France. На початку лютого 1993 року перший А340-200 поповнив парк німецької авіакомпанії Lufthansa.
Коли ціни на паливо поповзли вгору, Боїнг 777, як економічніший літак, став вигравати у Аеробуса за кількістю замовлень. Число замовлень на А340 постійно скорочувалася. 2005 року Airbus отримав замовлення всього на 15 літаків.
Спочатку планувалося встановити на літак двигуни IAE (International Aero Engines), але після раптового припинення IAE розробок, на А340 вирішено було встановити двигун CFM CFM56-5C4. А340 вперше піднявся в повітря в жовтні 1991 року, і тоді ж інженери виявили перший серйозний недолік літака: під вагою чотирьох моторів крила А340, узяті з двомоторного А330, при польоті постійно відчували надмірну вібрацію та провисали. для усунення цього недоліку крило було доопрацьоване, а пластрон крила в районі кріплення пілонів був значно укріплений. У 1993 році літак надійшов в експлуатацію, першими замовниками стали Lufthansa та Air France.

### Наш час
В січні 2006 Airbus оголосив про створення вдосконаленої версії — А340 (Enhanced). Через колосальне зростання цін на паливо в 2004–2005 роках, продажі А340 сильно скоротилися. Найпопулярнішим далекомагістральним літаком залишається Боїнг 777, але в Airbus стверджують, що новий літак буде значно економічнішим порівняно з попередніми версіями A340.
В листопаді 2011 Airbus повідомив про припинення виробництва далекомагістрального лайнера A340. «Ми не продали жодного A340 протягом двох років», — заявив фінансовий директор корпорації Ханс Петер Ринг. Він додав, що літак не витримав конкуренції з Boeing-777.

## Конструкція

### Загальна конструкція
А340 — моноплан з вільнонесущим стрілоподібним крилом. Велике подовження та наявність кінцевих аеродинамічних поверхонь забезпечують високу якість (10 од.) і знижують індуктивний опір. Крило має велику відносну товщину, яка збільшує внутрішні об'єми для палива. Поліпшені несучі властивості дозволили зменшити площу, загальну масу конструкції і, як наслідок, витрату палива. Крило виконане з високоміцних алюмінієвих сплавів та композитів. Широко використовували й монолітні панелі, що спрощувало збірку та знижувало вартість виробництва. Це також дозволило знизити вагу конструкції та скоротити число потенційних зон порушення герметизації. Мале число отворів під болти зменшувало кількість місць, де можуть з'являтися тріщини.
На кожній консолі встановлені закрилки і, що цікаво, сім секцій передкрилків, займали майже всю довжину передньої кромки. І закрилки, і передкрилки управлялися автоматично за допомогою ЕДСУ. Крило мало зовнішні елерон-інтерцептори, що підвищувало ефективність поперечного керування та покращувало крейсерську аеродинаміку крила. A340 має вбудовану систему скидання пального.

### Фюзеляж
Фюзеляж — напівмонококової конструкції, круглий в поперечному перерізі. У конструкції оперення широко застосовували композити, що значно знизило масу. Літак має тристійкове шасі, що забирається з шарнірною підвіскою колісних візків. Носова стійка — зі здвоєними керованими колесами. Кожна основна стійка забезпечена двома двоколісними візками з тандемним розташуванням коліс. Система гальмування-автоматична.

### Кабіна пілота
Кабіна літака ідентична кабіні інших лайнерів Airbus. Головна відмінність — великі розміри, прилади ще для двох моторів, трохи змінена стельова панель. На приладовій дошці встановлено шість багатофункціональних дисплеїв: зовнішні екрани працюють як «льотні дисплеї» (первинна інформація), а середні — як навігаційні. Обидва середніх екрани використовують для передачі інформації про параметри систем та двигунів в аварійній ситуації. Є і резервний контур, що забезпечує пілоту можливість посадки літака при відмовах систем. Навігаційні системи А340 дозволяють екіпажу літати в автоматичному режимі. Спеціальний прилад для визначення центру ваги дає відповідний сигнал на установку тріммера керма висоти. Крісла екіпажа нового покоління — з електричною системою керування по трьох осях і зі спинкою, що відхиляється. Положення педалей та висота підлокітників — регульовані. Ліворуч та праворуч встановлені бічні ручки керування.

## Модифікації

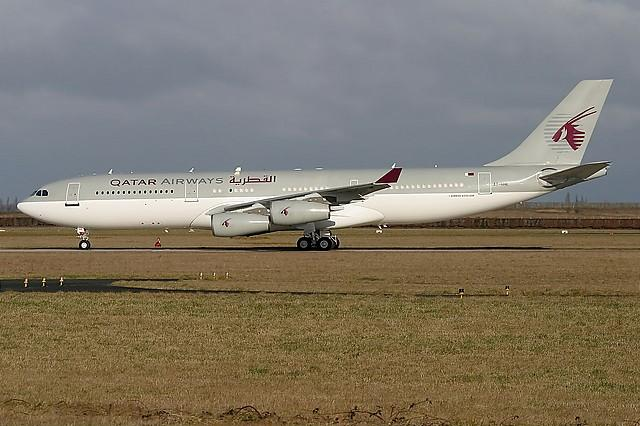
Airbus A340-200 авіакомпанії Qatar Airways

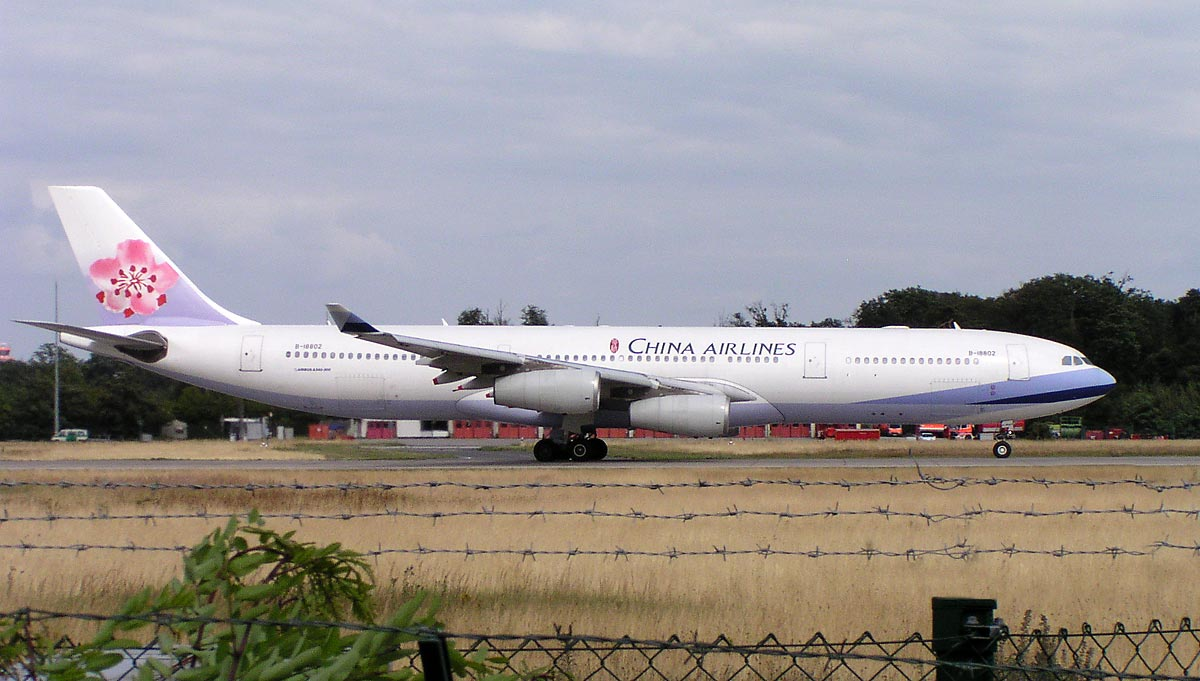
A340-300 (China Airlines)

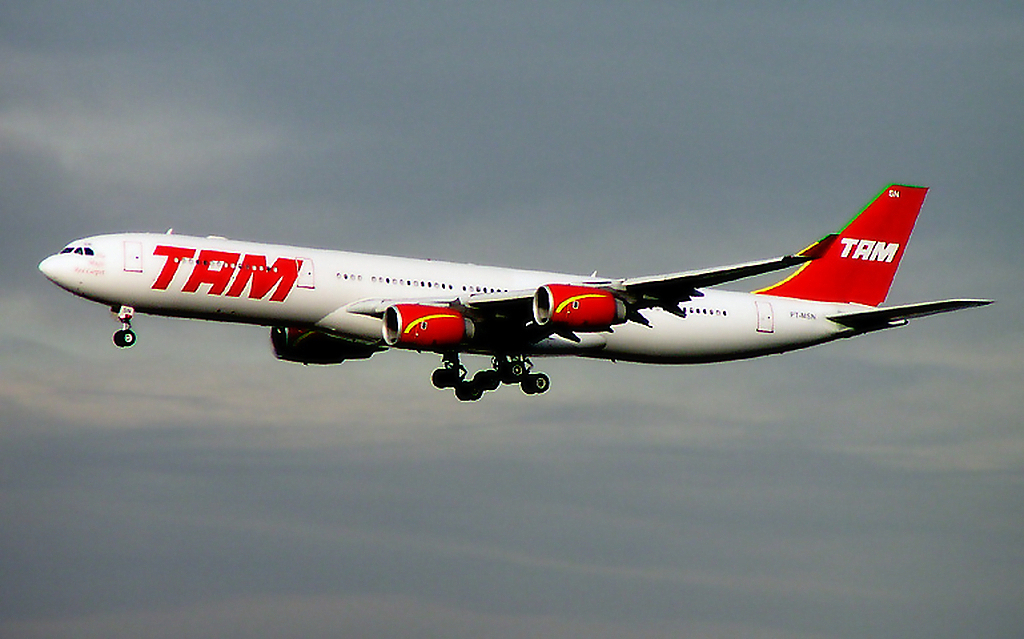
Airbus A340-500 авіакомпанії TAM

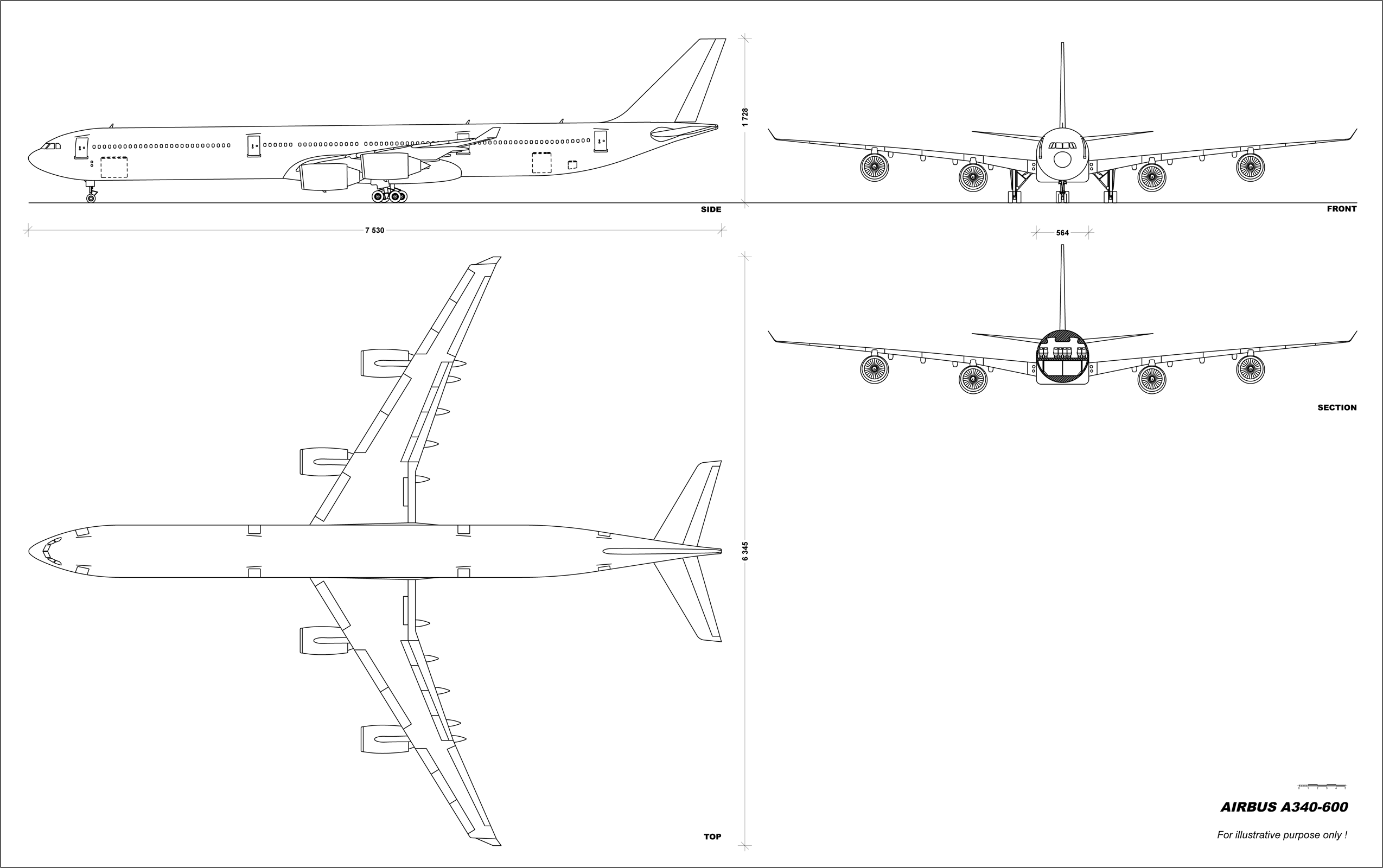
Креслення моделі A340-600

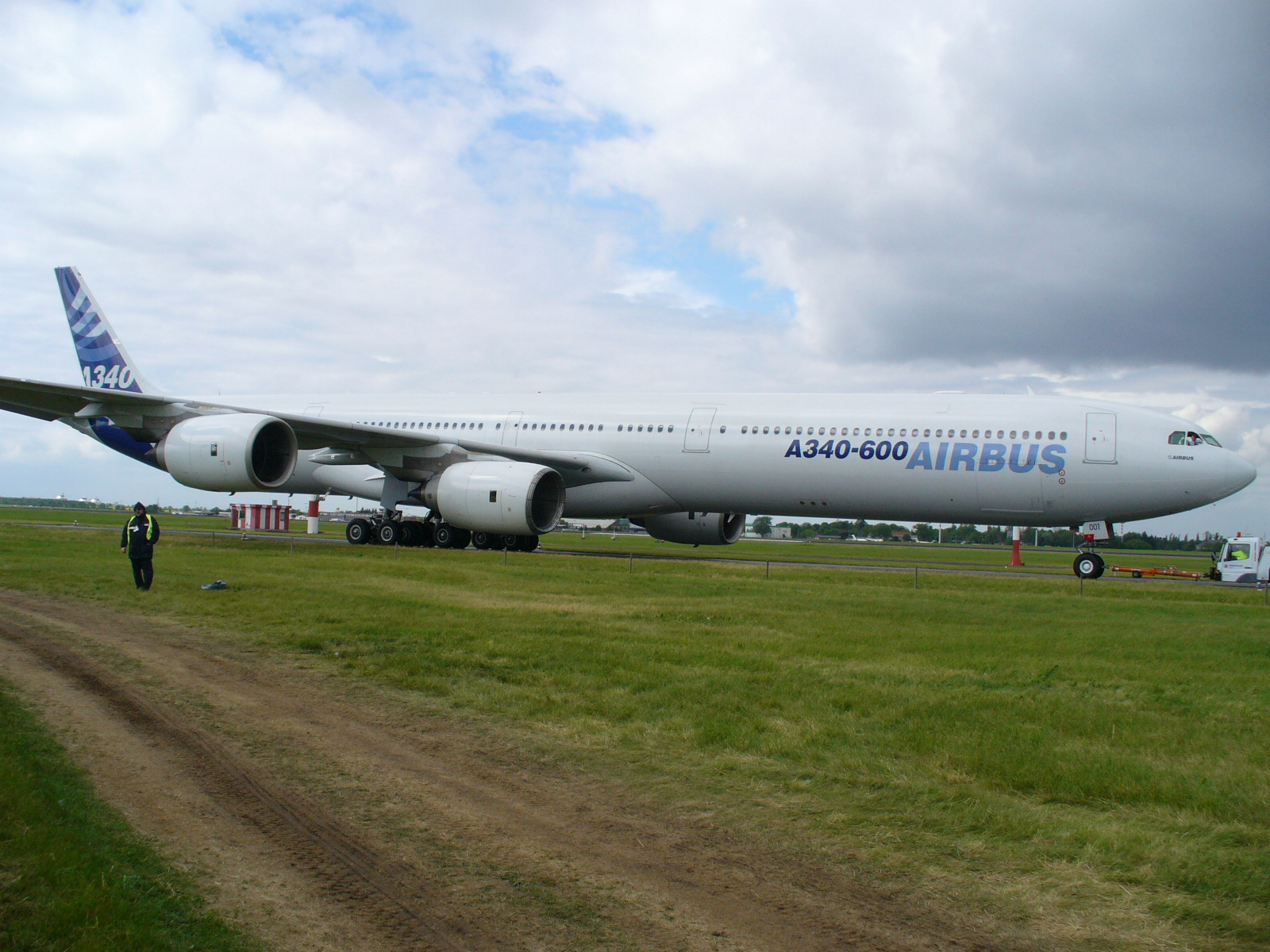
Airbus A340-600

Всього існує 4 варіанти літака: А340-200 та А340-300, які були розроблені в 1987 році та надійшли в експлуатацію в березні 1993, а також А340-500 та А340-600, що розроблені в 1997 і надійшли в експлуатацію в 2002 році.

### A340-200
Одна з двох перших версій А340, А340-200, здатний нести 261 пасажира в трьохкласовій комплектації салону на відстань до 12 400 кілометрів. Це найкоротший літак сімейства та єдиний, у якого розмах крил більший довжини фюзеляжу. На літаку встановлені чотири двигуни CFM56-5C4/P. На момент створення А340-200 став одним з пасажирських літаків з найбільшою дальністю польоту, основною «спеціальністю» якого стали далекомагістральні маршрути, особливо через океани.
Одним з перших літаків цієї серії став спеціальний літак для Султана Брунею, який замовив машину з дальністю польоту не менше 8 тисяч морських миль. Літак був забезпечений додатковими паливними баками, максимальна злітна вага склала 275 тонн. Дальність А340-8000 склала в кінцевому рахунку 8100 морських миль (15 тисяч кілометрів). На жаль, до замовника ця легендарна машина так і не потрапила. Інші літаки А340-200, пізніше вдосконалені до рівня А340-8000, отримали позначення А340-213Х.
Великий розмах крил, мала пасажиромісткість, паливна неефективність зробили літак непопулярним серед найбільших авіакомпаній світу. Загалом з конвеєра зійшли лише 28 таких літаків, з яких деяка кількість у варіанті VIP. А340-200 знятий з виробництва.

### A340-300
А340-300 в трьохкласовій комплектації бере на борт 295 пасажирів. Дальність польоту становить 12 400 кілометрів. Він був першим серійним літаком всього сімейства Airbus А340. Перший політ відбувся в 1991 році, в експлуатацію літак поступив в 1993 році. На літаку встановлені 4 двигуни CFM56-5C, ідентичні тим, що встановлені на А340-200.
A340-313X — версія із збільшеною злітною масою, вперше поставлена компанії Singapore Airlines в 1995 році.
A340-313E — новітня версія А340, поставлена для Swiss Airlines в 2003 році. Максимальна злітна вага літака — 296,5 тонн. Завдяки встановленню потужніших двигунів CFM56-5C4s дальність польоту було доведено до 13,5 тисяч кілометрів.
Літак вже не виробляється. Замовлено 219 машин, 211 з яких вже доставлені. Найбільший оператор А340-300 — німецька Lufthansa c 30 літаками.

### A340-500
А340-500 був представлений світу як пасажирський літак з найбільшою дальністю польоту. До появи Боїнга 777 — 200 «Worldliner» на початку 2006 року він таким та залишався. Перший політ А340-500 відбувся 11 лютого, а був сертифікований 3 грудня 2002. Перший замовник — Emirates Airlines. А340-500 здатний нести на борту до 313 пасажирів на відстань в 16 тисяч кілометрів. Наприклад, Singapore Airlines використовує цю модель на 18-годинних рейсах в Нью-Йорк. 15 345-кілометровий маршрут є найдовшим комерційним рейсом у світі. А340-500 здатний також виконувати безпосадочні перельоти між Лондоном та Пертом в Австралії.
У порівнянні з А340-300 фюзеляж А340-500 подовжений на 3,3 метра, збільшена площа крила та горизонтального оперення, в півтора рази збільшено запас палива, збільшена крейсерська швидкість, зменшена площа кіля. На А340-500 навіть встановлені відеокамери, що полегшують роботу пілота на рулюванні. На літаку встановлені двигуни Rolls-Royce Trent 553.
Модель A340-500HGW зі збільшеною до 16 700 кілометрів дальністю та максимальною злітною вагою 380 тонн заплановано ввести в експлуатацію в 2008 році. 
Конструкція А340-500HGW переважно ідентична A340-600HGW. Передбачається установка на літак двигунів Rolls-Royce Trent 556.

### A340-600
А340-600 перевозить в двокласовій конфігурації салону 419 пасажирів, або 380 пасажирів в трикласовій конфігурації на відстань до 13,900 кілометрів, розроблявся як заміна ранніх моделей Боїнга 747. Пасажиромісткість А340-600 майже ідентична з Боїнгом 747, але місткість вантажного відсіку вдвічі перевищує місткість 747-го. А340-600 здійснив перший політ 23 квітня 2001 року. У серпні 2002 британська авіакомпанія Virgin Atlantic почала його комерційну експлуатацію.
Фюзеляж літака, який більш ніж на 10 метрів довший від А340-300, робить А340-600 другим по довжині пасажирським літаком у світі (поступаючись менше метра 76,25-метровому Boeing 747-8). На А340-600 встановлені чотири двигуни Rolls-Royce Trent 556. Під центральною віссю фюзеляжу є додаткова чотириколісна стійка шасі.
A340-600HGW здійснив перший політ 18 листопада 2005 року, сертифікований 14 квітня 2006. Злітна маса становить 380 тонн, а дальність польоту — 14 600 кілометрів. Це стало можливим завдяки збільшенню запасу палива, потужнішим двигунам Rolls-Royce Trent 560, посиленій конструкції літака, а також завдяки впровадженню нових технологій в літакобудуванні.

## Технології
В розпорядженні А340 такі сучасні для свого часу системи, як:
- Повністю цифрова система керування;
- Бічні джойстики (правильна назва Сайдстік (Side-stick)) — керування замість традиційних штурвалів;
- «Скляна кабіна», робота якої ґрунутується на рідкокристалічних моніторах;
- Широке використання композитних матеріалів.

## Виробництво
|          | Замовлення | Замовлення | Поставки | Поставки | Поставки | Поставки | Поставки | Поставки | Поставки | Поставки | Поставки | Поставки | Поставки | Поставки | Поставки | Поставки | Поставки | Поставки | Поставки | Поставки | Поставки |
| Тип      | Всього     | Резерв     | Всього   | 2010     | 2009     | 2008     | 2007     | 2006     | 2005     | 2004     | 2003     | 2002     | 2001     | 2000     | 1999     | 1998     | 1997     | 1996     | 1995     | 1994     | 1993     |
| -------- | ---------- | ---------- | -------- | -------- | -------- | -------- | -------- | -------- | -------- | -------- | -------- | -------- | -------- | -------- | -------- | -------- | -------- | -------- | -------- | -------- | -------- |
| A340-200 | 28         |            | 28       |          |          |          |          |          |          |          |          |          |          |          |          | 1        | 3        | 3        | 5        | 4        | 12       |
| A340-300 | 218        |            | 218      |          |          | 3        | 2        | 2        | 4        | 5        | 10       | 8        | 22       | 19       | 20       | 23       | 30       | 25       | 14       | 21       | 10       |
| A340-500 | 34         | 2          | 32       | 2        | 2        | 2        | 1        | 4        | 5        | 9        | 7        |          |          |          |          |          |          |          |          |          |          |
| A340-600 | 97         |            | 97       | 2        | 8        | 8        | 8        | 18       | 15       | 14       | 16       | 8        |          |          |          |          |          |          |          |          |          |
| Всього   | 377        | 2          | 375      | 4        | 10       | 13       | 11       | 24       | 24       | 28       | 33       | 16       | 22       | 19       | 20       | 24       | 33       | 28       | 19       | 25       | 22       |

Інформація на кінець листопада 2011 року. Обновлена 6 грудня 2011.

## Втрати
За період експлуатації було втрачено 5 літаків типу А340, жодна людина при цьому не загинула.
| Дата     | Бортовий номер | Місце аварії | Жертви | Короткий опис |
| -------- | -------------- | ------------ | ------ | --- |
| 20.01.94 | F-GNIA         | Париж        | 0/0    | При буксируванні до терміналу на борту почалася пожежа.                                                                         |
| 24.07.01 | 4R-ADD         | Коломбо      | 0/0    | Знищений в результаті атаки «Тамільських тигрів» на аеропорт                                                                    |
| 02.08.05 | F-GLZQ         | Торонто      | 0/309  | При посадці через несприятливі погодні умови викотився за межі ЗПС і згорів. Помилка екіпажу: (реверс не був включений вчасно). |
| 09.11.07 | EC-JOH         | Кіто         | 0/349  | При посадці вибухнуло кілька шин. Викотився з ЗПС.                                                                              |
| 15.11.07 | F-WWCJ         | Тулуза       | 0/9    | Екіпаж тестував двигуни, не поставивши літак на опори.                                                                          |

## Технічні характеристики
|                                 | A340-200                      | A340-300                      | A340-500                       | A340-600                      |
| ------------------------------- | ----------------------------- | ----------------------------- | ------------------------------ | ----------------------------- |
| Розмах крила                    | 60.30 м                       | 60.30 м                       | 63.45 м                        | 63.45 м                       |
| Кут стріловидності крила        | 30°                           | 30°                           | 31.1°                          | 31.1°                         |
| Довжина                         | 59.40 м                       | 63.69 м                       | 67.93 м                        | 75.36 м                       |
| Висота                          | 16.80 м                       | 16.91 м                       | 17.28 м                        | 17.22 м                       |
| База шасі                       | 23.24 м                       | 25.60 м                       | 27.59 м                        | 32.89 м                       |
| Крейсерська швидкість           | Мах 0.82 (875 км/год)         | Мах 0.82 (875 км/год)         | Мах 0.83 (885 км/год)          | Мах 0.83 (885 км/год)         |
| Максимальна швидкість           | Мах 0.86 (917 км/год)         | Мах 0.86 (917 км/год)         | Мах 0.86 (917 км/год)          | Мах 0.86 (917 км/год)         |
| Дальність польоту               | 12,400 км                     | 13,700 км                     | 16,670 км                      | 14,600 км                     |
| Пасажиромісткість (у 3 класах)  | 261                           | 295                           | 313                            | 380                           |
| Пасажиромісткість (максимальна) | -                             | 440                           | 375                            | 475                           |
| Тоннаж                          | 18 контейнерів LD3/6 піддонів | 32 контейнери LD3/11 піддонів | 30 контейнерів LD3/10 піддонів | 42 контейнери LD3/14 піддонів |
| Двигуни (4 шт.)                 | CFM56-5C4/P кожний 151 кН     | CFM56-5C4/P кожний 151 кН     | RR Trent 500 кожний 235–249 кН | RR Trent 500 кожний 249 кН    |

## Навколосвітня подорож
16-18 червня 1993 року літак А340-200, названий World Ranger, виконав навколосвітній переліт за маршрутом Париж — Окленд (Нова Зеландія) — Париж з однією посадкою в Окленді. Цей літак, отримавши позначення А340-8000 (A340-200HGW), відрізнявся від базового варіанту наявністю трьох додаткових паливних баків в хвостовому вантажному відсіку. Весь переліт тривав 48 год 22 хв. На відрізку Париж — Окленд протяжністю 19 100 км час польоту склав 21 год 32 хв, що було визнано новим світовим рекордом для даного маршруту. Але цей рекорд весною 1997 року побив американський Boeing 777-200IGW.